# Fred Weyrich
Fred Weyrich (* 28. August 1921 in Tauberbischofsheim; † 30. Dezember 1999 in Riederau bei Dießen am Ammersee) war ein deutscher Musikproduzent, Schlagertexter und Sänger. Als Entdecker der Sängerin Alexandra wurde er einer breiten Öffentlichkeit bekannt.

## Leben
Fred Weyrich nahm zunächst auf Wunsch seines Vaters ein Zahnmedizinstudium auf, wechselte jedoch mit Unterstützung seiner Mutter an die Reimann-Schule und ließ sich als Schauspieler ausbilden. Er legte das Examen als Schauspieler ab und wurde anschließend zum Wehrdienst einberufen. Nach der Grundausbildung wurde er während des Zweiten Weltkriegs in der Truppenbetreuung eingesetzt. In Norwegen war er Programmleiter und Moderator bei „Radio Tromsö“ und leitete eine Sechs-Mann-Kapelle. Nach Kriegsende begegnete er in Hamburg dem Verleger Hans Wilfred Sikorski und wurde mit seiner Band zur Begleitung von Lale Andersen sowie als Haussänger von Radio Hamburg verpflichtet. Zu seinen erfolgreichsten Liedern als Schlagersänger gehörten Mona Lisa und Lolita, zwei weiße Möwen. Mit dem Lied Seit viertel nach zehn trat er bei den deutschen Schlagerfestspielen auf. 1954 sang er gemeinsam mit Rolf Simson (1924–2006) als Duo „Fred und Rolf“. Eine Schallplatte nahm er gemeinsam mit Nana Gualdi auf.

Etikett der Single Der Graf von Luxemburg von Dorthe Kollo, 1968 (Philips)

Im Alter von 39 Jahren begann er seine Karriere als Musikproduzent. Er arbeitete mit Sängerinnen und Sängern wie Heidi Brühl, Karel Gott, Hildegard Knef, Willy Millowitsch und Ivan Rebroff. 1965 entdeckte er Alexandra, für die er auch ihre Debütsingle Zigeunerjunge produzierte.
Bekannte Liedtexte von Weyrich sind:
- Sehnsucht (Das Lied der Taiga)
- Einmal um die ganze Welt
- Sind Sie der Graf von Luxemburg?
- Zwei Apfelsinen im Haar

Ferner übersetzte er den durch Liza Minnelli und Frank Sinatra weltbekannten Hit „New York, New York“ in die deutsche Sprache.
Darüber hinaus gehörte Weyrich neben Lonny Kellner und Kurt A. Jung zur Stammbesetzung von Peter Frankenfelds Hörfunksendung „Peters Bastelstunde“.
Fred Weyrich ist der Vater des Fernsehmoderators und -regisseurs Pit Weyrich. Fred Weyrich starb in der Nacht zum 30. Dezember 1999 in seinem Haus am Ammersee an Herzversagen. Seine letzte Ruhestätte befindet sich auf dem Friedhof in Riederau, Ortsteil des Marktes Dießen am Ammersee.

## Veröffentlichungen
- Herrlich, herrlich. Sechs Sketche für je zwei Herren (in die sich auch Damen verwandeln dürfen). Deutscher Theaterverlag, Weinheim 1994, ISBN 3-7695-3439-5.
- Ganz schön happig! Drei Sketche für je zwei Damen und zwei Herren. Deutscher Theaterverlag, Weinheim 1994, ISBN 3-7695-3439-5.
- Das Vorbild. Sketch über den praktischen Umgang mit dem Fernseher. Deutscher Theaterverlag, Weinheim 1994, ISBN 3-7695-0161-6.